# Clastoneura brevicornis
Clastoneura brevicornis là một loài ruồi trong họ Tachinidae.